# Discografia dei Children of Bodom
La discografia dei Children of Bodom, gruppo musicale finlandese attivo dal 1993 al 2019, si compone di dieci album in studio, un album di cover, due raccolte, tre album dal vivo, due EP, tre demo e sedici singoli.

## Album

### Album in studio
| Titolo | Classifiche | Classifiche | Classifiche | Classifiche | Classifiche | Classifiche | Classifiche | Classifiche | Classifiche | Classifiche | Classifiche | Classifiche | Certificazioni |
| Titolo | FIN         | AUS         | AUT         | CAN         | FRA         | GER         | ITA         | JPN         | SWE         | SWI         | UK          | USA         | Certificazioni |
| --- | ----------- | ----------- | ----------- | ----------- | ----------- | ----------- | ----------- | ----------- | ----------- | ----------- | ----------- | ----------- | -------------- |
| Something Wild - Pubblicazione: 16 novembre 1997 - Etichetta: Spinefarm - Formati: CD, LP, MC, download digitale              | 3           | —           | —           | —           | —           | —           | —           | —           | —           | —           | —           | —           | - FIN: Oro     |
| Hatebreeder - Pubblicazione: 26 aprile 1999 - Etichetta: Spinefarm - Formati: CD, LP, MC, download digitale                   | 3           | —           | —           | —           | —           | 76          | —           | 83          | —           | —           | —           | —           | - FIN: Platino |
| Follow the Reaper - Pubblicazione: 30 ottobre 2000 - Etichetta: Spinefarm - Formati: CD, LP, MC, download digitale            | 3           | —           | 38          | —           | 88          | 46          | —           | 67          | —           | —           | —           | —           | - FIN: Platino |
| Hate Crew Deathroll - Pubblicazione: 6 gennaio 2003 - Etichetta: Spinefarm - Formati: CD, LP, download digitale               | 1           | —           | —           | —           | 74          | 45          | —           | 29          | 36          | —           | —           | —           | - FIN: Oro     |
| Are You Dead Yet? - Pubblicazione: 14 settembre 2005 - Etichetta: Spinefarm - Formati: CD, LP, MC, download digitale          | 1           | —           | 42          | —           | 67          | 16          | 80          | 17          | 16          | 79          | —           | 195         | - FIN: Oro     |
| Blooddrunk - Pubblicazione: 9 aprile 2008 - Etichetta: Spinefarm - Formati: CD, CD+DVD, LP, download digitale                 | 1           | 48          | 19          | 7           | 161         | 10          | 65          | 12          | 28          | 50          | 44          | 22          | - FIN: Oro     |
| Relentless Reckless Forever - Pubblicazione: 8 marzo 2011 - Etichetta: Spinefarm - Formati: CD, CD+DVD, LP, download digitale | 1           | 47          | 29          | 21          | 104         | 20          | 80          | 20          | 47          | 43          | 71          | 42          | - FIN: Oro     |
| Halo of Blood - Pubblicazione: 11 giugno 2013 - Etichetta: Nuclear Blast - Formati: CD, CD+DVD, LP, download digitale         | 2           | —           | 28          | 20          | 109         | 18          | —           | 16          | 26          | 24          | 103         | 54          |                |
| I Worship Chaos - Pubblicazione: 2 ottobre 2015 - Etichetta: Nuclear Blast - Formati: CD, CD+DVD, LP, download digitale       | 1           | 69          | 36          | 21          | 74          | 20          | —           | —           | —           | 26          | —           | 92          |                |
| Hexed - Pubblicazione: 8 marzo 2019 - Etichetta: Nuclear Blast - Formati: CD, LP, download digitale                           | 1           | —           | 15          | 87          | 94          | 9           | —           | 28          | —           | 14          | —           | —           |                |

### Album di cover
| Titolo | Classifiche | Classifiche | Classifiche | Classifiche | Classifiche |
| Titolo | FIN         | AUT         | GER         | JPN         | USA         |
| --- | ----------- | ----------- | ----------- | ----------- | ----------- |
| Skeletons in the Closet - Pubblicazione: 22 settembre 2009 - Etichetta: Spinefarm - Formati: CD, download digitale | 9           | 63          | 78          | 67          | 81          |

### Album dal vivo
| Titolo | Classifiche | Classifiche |
| Titolo | FIN         | GER         |
| --- | ----------- | ----------- |
| Tokyo Warhearts - Live in Japan - Pubblicazione: 11 ottobre 1999 - Etichetta: Spinefarm - Formati: CD, LP, MC, download digitale                         | 13          | —           |
| Chaos Ridden Years - Pubblicazione: 11 ottobre 2006 - Etichetta: Spinefarm - Formati: CD, CD+DVD, download digitale                                      | 28          | 75          |
| A Chapter Called Children of Bodom - The Final Show in Helsinki Ice Hall 2019 - Pubblicazione: 15 dicembre 2023 - Etichetta: Spinefarm - Formati: CD, LP | —           | —           |

### Raccolte
| Titolo | Classifiche | Classifiche |
| Titolo | FIN         | JPN         |
| --- | ----------- | ----------- |
| Bestbreeder from 1997 to 2000 - Pubblicazione: 25 agosto 2003 - Etichetta: Toy's Factory - Formati: CD                                              | —           | 84          |
| Holiday at Lake Bodom: 15 Years of Wasted Youth - Pubblicazione: 22 maggio 2012 - Etichetta: Spinefarm - Formati: CD, CD+DVD, LP, download digitale | 12          | 67          |

## Extended play
| Dettagli |
| --- |
| Trashed, Lost & Strungout - Pubblicazione: 6 ottobre 2004 - Etichetta: Spinefarm - Formati: CD+DVD, download digitale |
| Hellhounds on My Trail - Pubblicazione: 9 giugno 2008 - Etichetta: Spinefarm - Formati: CD                            |

## Demo
| Dettagli |
| --- |
| Implosion of Heaven - Pubblicazione: 12 dicembre 1994 - Etichetta: indipendente - Formati: MC                                  |
| Ubiguitous Absence of Remission - Pubblicazione: 1995 - Etichetta: indipendente, Wild Rags (riedizione del 1996) - Formati: MC |
| Shining - Pubblicazione: 14 febbraio 1996 - Etichetta: indipendente - Formati: MC                                              |

## Singoli
| Anno | Titolo                     | Classifiche | Classifiche | Classifiche | Certificazione | Album di provenienza        |
| Anno | Titolo                     | FIN         | GER         | UK          | Certificazione | Album di provenienza        |
| ---- | -------------------------- | ----------- | ----------- | ----------- | -------------- | --------------------------- |
| 1998 | Children of Bodom          | 1           | —           | —           | - FIN: Oro     | Hatebreeder                 |
| 1998 | Downfall                   | 1           | —           | —           | - FIN: Oro     | Hatebreeder                 |
| 2000 | Hate Me!                   | 1           | —           | —           | - FIN: Platino | Follow the Reaper           |
| 2002 | You're Better Off Dead!    | 1           | —           | —           | - FIN: Oro     | Hate Crew Deathroll         |
| 2003 | Needled 24/7               | —           | —           | —           |                | Hate Crew Deathroll         |
| 2004 | Trashed, Lost & Strungout  | 1           | 89          | —           | - FIN: Oro     | Trashed, Lost & Strungout   |
| 2005 | In Your Face               | 1           | —           | 144         | - FIN: Oro     | Are You Dead Yet?           |
| 2008 | Blooddrunk                 | 1           | —           | 78          |                | Blooddrunk                  |
| 2008 | Hellhounds on My Trail     | 8           | —           | —           |                | Blooddrunk                  |
| 2008 | Smile Pretty for the Devil | —           | —           | —           |                | Blooddrunk                  |
| 2009 | Lookin' Out My Back Door   | —           | —           | —           |                | Skeletons in the Closet     |
| 2011 | Was It Worth It?           | 6           | —           | —           |                | Relentless Reckless Forever |
| 2011 | Roundtrip to Hell and Back | —           | —           | —           |                | Relentless Reckless Forever |
| 2013 | Transference               | —           | —           | —           |                | Halo of Blood               |
| 2013 | Halo of Blood              | —           | —           | —           |                | Halo of Blood               |
| 2013 | Your Days Are Numbered     | —           | —           | —           |                | Halo of Blood               |
| 2015 | I Worship Chaos            | —           | —           | —           |                | I Worship Chaos             |
| 2015 | Morrigan                   | —           | —           | —           |                | I Worship Chaos             |

## Video musicali
| Anno | Titolo                      | Regista                      |
| ---- | --------------------------- | ---------------------------- |
| 1998 | Deadnight Warrior           | Ed Grain                     |
| 1999 | Downfall                    | Ed Grain                     |
| 2000 | Everytime I Die             | sconosciuto                  |
| 2003 | Needled 24/7                | Pasi Takula                  |
| 2003 | Sixpounder                  | Ed Grain                     |
| 2004 | Trashed, Lost and Strungout | Patric Ullaeus               |
| 2005 | In Your Face                | Sandra Marschner             |
| 2006 | Are You Dead Yet?           | Ralf Strathmann              |
| 2008 | Blooddrunk                  | Sandra Marschner             |
| 2008 | Hellhounds on My Trail      | Sandra Marschner             |
| 2008 | Smile Pretty for the Devil  | Sandra Marschner             |
| 2009 | Lookin' Out My Back Door    | sconosciuto                  |
| 2011 | Was It Worth It?            | Dale "Rage" Resteghini       |
| 2011 | Roundtrip to Hell and Back  | sconosciuto                  |
| 2012 | Shovel Knockout             | Jussi Hyttinen               |
| 2013 | Transference                | sconosciuto                  |
| 2015 | Morrigan                    | Patric Ullaeus               |
| 2018 | Under Glass and Clover      | Yka Jarvinen                 |
| 2019 | Platitudes and Barren Words | Yka Jarvinen                 |
| 2019 | Hexed                       | Lucas Cappy e James McIntosh |